# Кичаев, Николай Алексеевич
Николай Алексеевич Кичаев (29 апреля 1898 года, Самара — 13 октября 1972 года, Ленинград) — советский военный деятель, генерал-майор (4 июня 1940 года).

## Начальная биография
Николай Алексеевич Кичаев родился 29 апреля 1898 года в Самаре.
Работал приказчиком в писчебумажных и книжных магазинах Плескова, Школьникова и Головкина в Самаре.

## Военная служба

### Первая мировая и гражданская войны
В мае 1917 года призван в ряды армии и направлен в 93-й пехотный запасной полк, дислоцированный в Царицыне, однако с июле того же года находился в двухмесячном отпуске по болезни, вновь работал приказчиком в писчебумажном магазине Школьникова в Самаре.
С февраля 1918 года работал агентом по размещению отрядов Красной Армии в квартирно-техническом отделе РККА в Самаре, а весной вступил в красногвардейский отряд под командованием А. П. Галактионова, в составе которого принимал участие в боях против Чехословацкого корпуса, в ходе которых отряд был разбит; Кичаев остался в Самаре и в июле КОМУЧем был мобилизован и направлен рядовым в отряд речной обороны, который через полтора месяца направлен в Пугачёвский уезд для боевых действий против Красной Армии. После прибытия отряда в место дислокации Николай Кичаев дезертировал и вернулся в Самару и после восстановления советской власти в городе прошёл регистрацию в Самарской губернской ЧК и 2 декабря призван в ряды РККА и назначен на должность помощника начальника Красноармейского клуба.
В мае 1919 года направлен на учёбу на 33-и пехотные Самарские командные курсы, в составе которых принимал участие в боевых действиях на Южном фронте против войск под командованием А. И. Деникина. После окончания курсов назначен на должность помощника командира роты в составе Запасного Туркестанского стрелкового полка (Туркестанский фронт), после чего принимал участие в боевых действиях против басмачества.

### Межвоенное время
В мае 1921 года назначен на должность командира взвода в составе 4-го Туркестанского стрелкового полка, а в сентябре — на должность помощника командира роты в составе 9-го Туркестанского полка.
В январе 1922 года Кичаев направлен на учёбу на повторные курсы комсостава при штабе 1-й Туркестанской стрелковой дивизии, после окончания которых в апреле того же года назначен на должность командира роты политических курсов в этой же дивизии, а в апреле 1923 года — на должность командира роты в дивизионной школе младшего комсостава 3-й Туркестанской стрелковой дивизии, после чего принимал участие против басмачества на территории Матчинской долины.
В октябре 1923 года направлен на учёбу на курсы «Выстрел», после окончания которых с августа 1924 года служил в 8-м Туркестанском стрелковом полку (3-я Туркестанская стрелковая дивизия) на должностях командира роты, начальника полковой школы, командира батальона.
В ноябре 1929 года повторно был направлен на учёбу на курсы «Выстрел», после окончания которых в мае 1930 года назначен на должность начальника штаба 4-го горнострелкового полка (Среднеазиатский военный округ), а в апреле 1932 года — на должность командира 203-го горнострелкового полка (68-я горнострелковая дивизия). Постановлением ЦИК СССР от 16 августа 1936 года за восхождение на пик «Трапеция» полковник Николай Алексеевич Кичаев награждён орденом Красной Звезды.
В мае 1938 года назначен на должность помощника командира 10-й стрелковой дивизии (Московский военный округ), а в июне 1939 года — на должность коменданта Благовещенского укреплённого района (2-я отдельная Краснознамённая армия).

### Великая Отечественная война
С началом войны находился на прежней должности, а 8 февраля 1942 года назначен на должность командира 34-й стрелковой дивизии (15-я армия, Дальневосточный фронт).
В июне 1943 года генерал-майор Кичкаев направлен на учёбу на ускоренный курс при Высшей военной академии имени К. Е. Ворошилова, после окончания которого с декабря того же года находился в распоряжении Маршала Советского Союза Г. К. Жукова на 1-м Украинском фронте и проверял готовность 38-й армии к наступлению.
17 января 1944 года назначен на должность командира 211-й стрелковой дивизии, которая вскоре принимала участие в боевых действиях в ходе Проскуровско-Черновицкой наступательной операции. 28 марта 1944 года Н. А. Кичаев был тяжело ранен, после чего лечился в госпитале.
По излечении с ноября состоял в распоряжении Главного управления кадров НКО и в декабре того же года назначен на должность помощника начальника Военно-медицинской академии имени С. М. Кирова по административно-строевой части.

### Послевоенная карьера
После окончания войны находился на прежней должности.
Генерал-майор Николай Алексеевич Кичаев 14 сентября 1946 года вышел в отставку по болезни, однако уже 24 декабря того же года восстановлен в кадрах Советской Армии и в прежней должности.
27 марта 1952 года повторно вышел в отставку по болезни. Умер 13 октября 1972 года в Ленинграде. Похоронен на Богословском кладбище.

## Воинские звания
- Комбриг (4 ноября 1939 года);
- Генерал-майор (4 июня 1940 года).

## Награды
- Орден Ленина (21.02.1945);
- Три ордена Красного Знамени (29.05.1944, 03.11.1944, 20.06.1949);
- Орден Отечественной войны 1 степени (27.06.1945);
- Орден Красной Звезды (16.08.1936);
- Медали.